# Жаїр Болсонару
Жаї́р Мессіа́с Болсона́ру (порт. Jair Messias Bolsonaro; 21 березня 1955) — бразильський ультраправий політик, військовик, 38-й президент Бразилії (з 1 січня 2019 року). Народився в Гліцеріо, Сан-Паулу, Бразилія. Випускник Агульяс-Неграської військової академії (1977). Служив у сухопутних військах Бразилії (1971—1988), капітан. Радник муніципальної ради Ріо-де-Жанейро (1989—1991). Член Палати депутатів Бразилії (з 1991). Член Соціал-ліберальної партії (з 2018).

## Життєпис
Закінчивши престижну Військову академію Агульяс-Неграс в 1977 році, був армійським десантником і артилеристом в роки воєнного режиму. Після його падіння пішов в політику. Відслуживши 17 років, дослужився до звання капітана. Здобув популярність в 1986 році за інтерв'ю журналу «Veja», в якому нарікав на низькі зарплати в армії та звільнення офіцерів через бюджетні скорочення.
Вперше був обраний до міськради Ріо-де-Жанейро в 1988 році, відтоді сім разів ставав депутатом національного парламенту. На загальних виборах у Бразилії у 2014 році за нього проголосувало найбільше виборців штату Ріо-де-Жанейро (464 тисячі голосів).
Змінив безліч партій (Християнсько-демократичну, прогресистську, реформістсько-прогресистську, бразильську трабалістичну, Партію ліберального фронту). Член «Соціал-християнської партії» (PSC) з березня 2016 року, у 2017 році намагався очолити партію «Патріота», але в підсумку у 2018 році вступив в «Соціал-ліберальну партію».
Висунув свою кандидатуру на президентських виборах 2018 року. Став першим кандидатом в цих перегонах, що зібрав 1 мільйон реалів пожертвувань під час кампанії: за перші 59 днів він в середньому отримував від виборців по 17 тисяч реалів щодня. З моменту арешту пріоритетного кандидата «Партії трудящих» Лула да Сілви у квітні 2018 року кандидатура Болсонару вела в опитуваннях громадської думки, хоча вони спочатку і передрікали йому поразку у другому турі від таких кандидатів, як Алвеш Алкмін, Фернанду Аддад, Сіру Гоміш і, можливо, Марина Сілва.
6 вересня 2018 року, спілкуючись з виборцями під час передвиборчого мітингу в місті Жуіс-ді-Фора, отримав ножове поранення в живіт і був доставлений в лікарню, де переніс дві термінові операції. Після цього Жаїра кілька разів було госпіталізовано з різким болем у животі, зокрема, в листопаді 2022 та січні 2023 року.
7 жовтня 2018 року одержав за підсумками виборів 46,06 % голосів і вийшов у другий тур разом з кандидатом «Партії трудящих» Фернанду Аддадом, якого підтримали 29,24 % виборця
28 жовтня 2018 року здобув перемогу на загальних виборах у Бразилії 2018 року з 55,13 % дійсних голосів та був обраний 38-м Президентом Бразилії. Після інавгурації, з 1 січня 2019 року офіційно розпочав виконувати обов'язки 38-го президента республіки.
13 березня 2020 року під час пандемії Covid-19, у Болсонару діагностували коронавірус.

## Погляди
Відомий своїми правими, націоналістичними й консервативними поглядами та скандальними заявами. Зокрема, він є затятим прихильником військової диктатури і репресій 1964—1985 років, виправдовує тортури та страти як «законну практику» і закликає до їхнього застосування. Своє голосування за імпічмент Ділмі Русеф він присвятив Карлосу Альберто Устра — діячеві військового режиму, який керував програмою тортур політв'язнів — поміж тисяч його жертв була і колишня «міська партизанка» Ділма Русеф. Син Болсонару, теж депутат, присвятив свій голос генералу, відповідальному за військовий переворот 1964 року. Заявляв, що диктатурі варто було усунути більше людей за допомогою повернення практики страт.
Є непримиренним критиком сучасної демократії та лівих сил. Неодноразово виступав із заявами, які розцінювалися як расистські, гомофобні та жінконенависницькі; називав чорних активістів «тваринами, яким пора в зоопарк», критикує квоти й іншу підтримку дискримінованим групам, вкрай негативно налаштований до прав ЛҐБТ, часто ображає жінок-політиків. За кинуте ним під час перепалки з депутатом Марією ду Росаріо (яка назвала його «ґвалтівником») зауваження, що «вона навіть не гідна бути ним зґвалтованою», був засуджений судом до штрафу за моральну шкоду. Виступає за економічно ліберальний курс, проти земельної реформи, секуляризму та легалізації наркотиків.
Зразками для наслідування він називав перуанського президента Альберто Фухіморі, що розігнав парламент та пізніше засудженого за численні злочини до 25-літнього ув'язнення, і Дональда Трампа, перемогою з правопопулістськими гаслами якого, він надихається. Американський журналіст Ґленн Ґрінвальд називав Болсонаро «найбільш мізогінною, сповненою ненависті виборною посадовою особою у світі». Британський журнал «The Economist» описував його як «радикала», «релігійного націоналіста», «правого демагога» і «апологета диктаторів».
Жаїр Болсонару пообіцяв у разі свого обрання на посаду президента Бразилії закрити представництво ПНА у своїй країні, оскільки «Палестина — це не держава».
Вважається, що Болсонару був найбільш проамериканським кандидатом у Бразилії з 1980-х років.
На початку 2018 року він підтвердив, що його «поїздка до п'яти демократичних країн — Ізраїлю, Сполучених Штатів, Японії, Південної Кореї та Тайваню показала, які ми будемо, і ми хочемо приєднатися до хороших людей». Болсонару висловив недовіру до Китаю протягом президентської кампанії, заявивши, що вони «хочуть купити Бразилію». Болсонару сказав, що він хоче продовжувати вести справи з китайцями, але він також заявив, що Бразилія повинна «покращувати [економічні] угоди» з іншими країнами без будь-якого «ідеологічного порядку денного». Під час президентської кампанії 2018 року Болсонару заявив, що він зробить значні зміни у зовнішніх відносинах Бразилії, заявивши, що «МЗС повинен обслуговувати ті цінності, які завжди були пов'язані з бразильським народом».
Виконуючи передвиборчі гасла, з 2019 року у пріоритетах політики новообраного президента Бразилії проводиться політика знеліснення, розширення промисловості, зокрема масове відкриття заповідних територій для потреб сільського господарства, видобутку корисних копалин. Зміни щодо декриміналізації знеліснення були закріплені законодавчо, що посилило політичне протистояння у суспільстві, посилило зовнішньополітичний тиск на країну з боку країн ЄС.

### Під час пандемії коронавірусу
Навіть перехворівши на коронавірус, він легковажно ставився до розповсюдження цієї хвороби у Бразилії, називав її «грипком». Противник введення карантину у країні. Це стало однією з причин, чому у Бразилії було найбільше хворих із латиноамериканських країн. За травень 2019 президент Жаїр Болсонару звільнив двох міністрів охорони здоров'я тому, що вони не підтримували його погляди на вірус, що, мовляв, не страшний і немає потреби вводити карантин.
Після президентського терміну подав заяву на отримання чергової візи на проживання в США, першу він отримав ще бувши президентом.

## Президентство
На Всесвітньому економічному форумі в Давосі представив план проведення реформ в Бразилії. Зміни покликані зробити країну привабливішою для інвестицій. Болсонару говорив про боротьбу з корупцією та відмиванням капіталів, яка допоможе «змінити ставлення до Бразилії у світі».
Бразильський президент також повідомив про намір тісно співпрацювати з Всесвітньою торговою організацією в питаннях міжнародної торговельної практики.
«Нашою місією є гармонізація між охороною довкілля та біорізноманіттям, з одного боку, та економічним розвитком», — сказав він.
У липні 2021 року в Бразилії пройшли масові протести проти Болсонару, основною причиною була його політика щодо боротьби з коронавірусом.

### Відносини з Україною
22 жовтня 2019 року зустрічався з Володимиром Зеленським в Токіо, де президенти обговорювалили перспективи співробітництва у економічній та космічній галузях. Українська сторона запропонувала перезапустити спільний космічний проект із використанням космодрому «Алкантара».

## Цитати

### Про катування і смертну кару
Смертна кара буде перешкоджати злочинності. Я ніколи не бачив, щоб хтось, страчений на електричному стільці, знову вбив когось. Смертна кара повинна застосовуватися в разі будь-якого умисного злочину.

### Про схожість з Трампом
Трамп зіткнувся з тими ж нападками, з якими стикаюся і я — що він гомофоб, фашист, расист, нацист, — але люди вірили в його платформу, і я вболівав за нього.

### Про гомосексуальність
Я проти. Не можу прийняти, що, відкриваючи двері своєї квартири, я стикаюся з парою геїв, які прощаються, цілуючись в губи, і мій син бачить все це.

### Про жінок і свою єдину доньку
У мене п'ятеро синів. Четверо народилися чоловіками, а в останньому випадку я дав слабину — і вийшла жінка.

### Про демократію
Я прихильник диктатури. Ми ніколи не вирішимо серйозних національних проблем з цією безвідповідальною демократією.